# 2024년 북대서양 허리케인

## 설명
- 활동 기간은 미국 날짜로 표시한다.

## 허리케인 이름
- 제1호 허리케인 알베르토 (2401)

- 제2호 허리케인 베릴 (2402)

- 제3호 허리케인 크리스 (2403)

- 제4호 허리케인 알레타 (2404)

## 같이 보기
- 2024년 태풍
- 2024년 동태평양 허리케인
- 2024년 북인도양 사이클론